# Sacisaurus
Sacisaurus agudoensis
Genre
Espèce
Sacisaurus est un genre fossile de reptiles dinosauriformes ayant vécu en Amérique du sud au cours du Trias supérieur. Ses restes fossiles ont été découverts au sud du Brésil dans la formation de Caturrita, datée du Norien, il y a environ 225 Ma (millions d'années).
Une seule espèce est rattachée au genre, Sacisaurus agudoensis.

## Étymologie
Le nom de genre Sacisaurus a été choisi en référence à Saci, un célèbre elfe unijambiste du folklore brésilien, parce qu'il manquait une jambe au squelette fossile trouvé.
Son nom d'espèce, composé de agudo et du suffixe latin -ensis, « qui vit dans, qui habite », lui a été donné en référence au lieu de sa découverte, la ville d'Agudo dans l'État du Rio Grande do Sul.

## Caractéristiques
Sacisaurus mesurait environ 1,5 mètre de long et 70 centimètres de haut. Ses pattes longues et fortes indiquent que c'était un animal rapide. Selon Jorge Ferigolo, paléontologue de la Fondation Zoobothanic de Rio Grande do Sul, les plus grandes dents du genre mesuraient 3 millimètres de long.
La mâchoire bien conservée indique que Sacisaurus était un herbivore et il y a un processus à la pointe de l'os qui ressemble à l'os prédentaire des ornithischiens. D'autres recherches tenteront de définir si Sacisaurus était le plus vieux dinosaure ornithischien. Grâce à l'analyse cladistique de certaines de ses particularités morphologiques, on pense que son plus proche parent est peut-être Diodorus.

## Historique
Sacisaurus a été découvert en 2001 dans la petite municipalité d'Agudo, dans la campagne du Rio Grande do Sul. Grâce à 50 os, les scientifiques ont pu assembler le squelette et spéculer sur la façon dont il pourrait avoir vécu. Le fossile a été présenté pour la première fois au deuxième Congrès latino-américain de paléontologie des vertébrés en 2005.
Après le travail des scientifiques brésiliens, l'annonce de la découverte de la nouvelle espèce a été faite le 1er novembre 2006 à l'Université de São Paulo où les os ont été identifiés et l'article a été publié dans la revue scientifique britannique Historical Biology: A Journal of Paleobiology du 30 octobre 2006.
La découverte a permis aux scientifiques d'étudier les habitudes alimentaires des dinosaures et de leurs proches, car c'est l'un des plus anciens jamais découverts.

## Publication originale
- (en) Jorge Ferigolo et Max C. Langer, « A Late Triassic dinosauriform from south Brazil and the origin of the ornithischian predentary bone », Historical Biology, Taylor & Francis, vol. 19, no 1,‎ janvier 2007, p. 23-33 (ISSN 0891-2963, 1026-7980 et 1029-2381, OCLC 915061764, DOI 10.1080/08912960600845767).